# Françoise Robrolle
Françoise Robrolle est une tireuse française spécialisée en ball-trap.

## Palmarès

### Championnats du monde
- 3e des championnats du monde individuels en 1974 à Berne

### Championnats d'Europe
- Championne d'Europe individuelle en 1974 à Antibes;
- Vice-championne d'Europe individuelle en 1969 à Versailles;
- Vice-championne d'Europe par équipes en 1974 à Antibes;
- 3e des championnats d'Europe individuels en 1968 à Namur;
- 3e des championnats d'Europe par équipes en 1973 à Turin.